# Перець Андрій Іванович
Андрі́й Іва́нович Перець — підполковник Збройних сил України, учасник російсько-української війни.

## Нагороди
За особисту мужність і героїзм, виявлені у захисті державного суверенітету та територіальної цілісності України, вірність військовій присязі під час російсько-української війни нагороджений
- орденом Богдана Хмельницького III ступеня (8.8.2014)
- орденом «За мужність» III ступеня (27.11.2014).